# الحركة الوطنية الفلسطينية
الحركة الوطنية الفلسطينية وهي الحراك الفلسطيني السياسي والنضالي والاجتماعي المستمر حتى يومنا الحاضر والذي ظهر وانطلق عقب إعلان وعد بلفور عام 1917. قادت الحركة الوطنية الفلسطينية حملة النضال ضد الانتداب البريطاني على فلسطين، وأطلقت الثورة الفلسطينية الكبرى عام 1936 ولاحقًا الثورة الفلسطينية المعاصرة عام 1965.

## التاريخ
أولى التاريخ الفلسطيني أهمية للهوية الوطنية الفلسطينية في جميع أماكن تواجد الشعب الفلسطيني في فلسطين وخارجها، وبدأت الأحزاب الوطنية الفلسطينية تتشكل في فلسطين.
منذ عام 1918 وحتى عام 1929، ركزت الحركة الوطنية الفلسطينية على المقاومة السلمية للانتداب البريطاني لفلسطين ولمشاريع الحركة الصهيونية بحق أرض فلسطين. تصاعدت الأوضاع ووصلت لاندلاع ثورة البراق عام 1929، ثم وصلت ذروتها بانطلاق الثورة الفلسطينية الكبرى عام 1936 والتي استمرت حتى عام 1939.
كانت الحركة الوطنية الفلسطينية بمثابة النافذة الذي يُمكن للفلسطيني في جميع أنحاء العالم أن يطل من خلالها على مطالبه السياسية في ذلك الوقت بعد فصلهم عن الفلسطينيين داخل حدود عام 1948، فوجد الفلسطينيون في الحركة الوطنية الفلسطينية مكانًا خاصًا لهم بعد عملية توحيد صفوف الحركة، ولتُعلن الحركة الوطنية أنها مع حق الشعب الفلسطيني في تقرير مصيره وإقامة دولته المستقلة، رغم الصعوبات التي واجهتها من العالم العربي والغربي في ظل هزيمة العرب من قبل إسرائيل.
خلال عقدين ونصف تقريبًا وهي الفترة الفاصلة ما بين انطلاق الثورة الفلسطينية المعاصرة عام 1965 وبداية المراهنة على التسوية السياسية بداية التسعينيات حدثت انهيارات زعزعت مرتكزات ومكونات الحركة الوطنية الفلسطينية بصيغته الأولى يُذكر منها:
- تراجع المشروع القومي العربي بدءًا من حرب 1967 ثم توقيع اتفاقية كامب ديفيد 1979، إلى حرب الخليج الثانية 1991، ولم تعد القضية الفلسطينية قضية العرب الأولى إلا لفظيًا.[بحاجة لمصدر]
- انهيار المعسكر الاشتراكي الحليف الاستراتيجي للثورة الفلسطينية ومعه تراجعت منظومة دول عدم الانحياز.[بحاجة لمصدر]
- انزلاق الثورة الفلسطينية في عدة حروب ومواجهات مع دول عربية كأحداث الأردن 1970، والحرب الأهلية في لبنان 1975-1982، واتهامها بدعم صدام حسين في حرب الخليج الثانية.[بحاجة لمصدر]

## أبرز شخصياتها
القرن العشرين:
- أحمد حلمي عبد الباقي.
- أمين الحسيني.
- عبد الرحيم الحاج محمد.
- عبد اللطيف صلاح.
- حسن شاكر حماد.
- حسين الخالدي.
- جمال الحسيني.
- راغب النشاشيبي.
- سليم الحاج إبراهيم.
- عبد الله سمارة.
- يعقوب الغصين.